# Субрегіони Азії (ООН)
Геосхема ООН — система, за якою країни світу утворюють макрогеографічні регіональні та субрегіональні групи. Цю систему розробив Статистичний відділ ООН ґрунтуючись на системі кодування UN M.49.

## Центральна Азія
- Казахстан
- Киргизстан
- Таджикистан
- Туркменістан
- Узбекистан

## Східна Азія
- Китай (охоплює і Народну Республіку Китай, і Тайвань)
- Гонконг
- Японія
- Макао
- Монголія
- Північна Корея
- Південна Корея

## Південна Азія
- Афганістан
- Бангладеш
- Бутан
- Індія
- Мальдіви
- Непал
- Пакистан
- Шрі Ланка

## Південно-Східна Азія
- Бруней-Даруссалам
- Камбоджа
- Індонезія
- Лаос
- Малайзія
- М'янма
- Філіппіни
- Сінгапур
- Таїланд
- Тимор-Лешті
- В'єтнам

## Західна Азія
- Вірменія
- Азербайджан
- Бахрейн
- Кіпр
- Грузія
- Ірак
- Ізраїль
- Йорданія
- Кувейт
- Ліван
- Оман
- Катар
- Саудівська Аравія
- Держава Палестина
- Сирія
- Туреччина
- Об'єднані Арабські Емірати
- Ємен
- Іран (Ісламська Республіка)